# Julius Brenchley
Julius Lucius Brenchley, född den 30 november 1816 i Maidstone, död den 24 februari 1873 i Folkestone, var en engelsk upptäcktsresande.
Brenchley reste 1849 i Nordamerika, tillbragte därefter fyra år på Sandwichöarna, vilka han undersökte tillsammans med fransmannen Jules Rémy. Han följde denne på hans resor i Amerika, bland annat 1855 genom Kalifornien till Saltsjöstaden, New Mexico, Panama, Ecuador, Peru, Chinchaöarna, Chile, Förenta staterna, där de i en barkkanot for utför Mississippi från dess källor till Saint Louis. Åren 1858 och 1859 tillbragte de på resor i södra Europa och Nordafrika. År 1861 anträdde de en ny stor resa, denna gång till Östasien. Sedan de besökt Indien och Ceylon, insjuknade Rémy, och Brenchley fortsatte resan ensam. Han besökte Kina, Mongoliet, Japan, Australien och Nya Zeeland och företog 1865 på engelska fregatten "Curaçao" en tur till Samoa-, Vänskaps- och Vitiöarna samt Nya Hebriderna (beskriven i praktverket Jottings during the cruise of H. M. S. Curaçao among the South Sea islands, 1873) och for slutligen över Kina, Gobiöknen, Sibirien och Ryssland till Frankrike, där han vistades i Paris under belägringen, och återkom därpå till England. Hans rika samlingar förvaras dels i British Museum, dels i hans födelsestads museum. Under sina resor studerade han på flera ställen grundligt folkens liv. I Nordamerika levde han en tid bland indianerna, och på Nya Zeeland medverkade han 1864 kraftigt vid maoriernas pacificerande.